# Leptodrassus tropicus
Leptodrassus tropicus är en spindelart som beskrevs av Raymond Comte de Dalmas 1919. Leptodrassus tropicus ingår i släktet Leptodrassus och familjen plattbuksspindlar.
Artens utbredningsområde är Sierra Leone. Inga underarter finns listade i Catalogue of Life.